# 黒羽温泉
黒羽温泉（くろばねおんせん）五峰の湯は、栃木県大田原市黒羽地区（旧黒羽町）（旧国下野国）にある温泉。五峰の湯の名前の由来は、那須岳・大佐飛山・高原山・女峰山・男体山の五峰（ごほう）が一望できることに由来する。

## 概要
旧黒羽町時代より町営の温泉施設として運営されており、大田原市合併後も引き続き公営温泉である。内湯の他に露天風呂、サウナ有り。
黒羽市街地からは少々離れた立地にあり、大田原市立黒羽中学校に隣接する黒羽総合交流ターミナルセンター内に位置する。近くにはプール、アスレチック、陸上競技場などを備えた総合運動場の他に宿泊施設もある。

### 所在地
- 栃木県大田原市堀之内674

## 泉質
- アルカリ性単純温泉[1]
  - pH:9.9[1]
  - 源泉温度 : 36.5℃（温泉湧出口）[1]
  - 加熱循環

### 効能
- 神経痛・筋肉痛・運動麻痺・うちみ・くじき・関節痛・関節のこわばり・五十肩・慢性消化器病・痔・冷え症など
- 肌触りがよく皮膚に良いことから｢美人の湯｣と呼ばれている[1]。

※注 : 効能はその効果を万人に保証するものではない

## 歴史
1998年開湯。2004年4月より第2源泉を使用開始。

## アクセス
- 鉄道 : JR宇都宮線西那須野駅東口より関東バス（関東自動車）で約70分、大田原市役所から関東バス（関東自動車）で約60分
- 車 : 東北自動車道西那須野塩原インターチェンジより40分、那須インターチェンジより約30分